# Конторер, Дов
Дов Конторе́р (род. 1963, Москва) — израильский русскоязычный журналист, политический обозреватель и колумнист газеты «Вести».

## Биография
Дов Конторер (имя при рождении — Вадим Семёнович Конторер) родился в 1963 году, в семье евреев — московских интеллигентов. Предки Конторера были родом с Украины.
По его собственным словам, решение уехать в Израиль он принял в 10-летнем возрасте в качестве реакции на Войну Судного дня и её освещение в советских СМИ. Это решение впоследствии повлияло на приобщение Конторера к еврейской общественной жизни в Москве и отказ от поступления в вуз и какой-либо карьеры в СССР. В последующие годы он работал дворником, приёмщиком ночной корреспонденции на почте, сторожем в синагоге, а последние три года перед отъездом в Израиль — кочегаром.
С 1980-х — активист еврейского правозащитного движения в СССР, участник проекта «Города».
С 1988 года проживает в Израиле.
В 1992 году начал писать в созданной в том же году газете «Вести», в которой работает по сей день (2018 год). В качестве политического обозревателя газеты Конторер является автором широкого круга статей, посвящённых актуальным политическим проблемам Израиля и Ближнего Востока. По словам журналиста, свою работу в «Вестях», как и в русской прессе вообще, он «долгое время считал занятием временным, но с годами эта „временность“ стала привычной, а к привычке добавилось ощущение реального диалога со значительной аудиторией и, в какой-то степени, чувство долга по отношению к ней».
Дов Конторер делает также переводы с иврита, требующие высочайшей квалификации. Так, в 2011 году вышел русский перевод книги «Эйн-Яаков» (Источник Яакова) — сборник содержащихся в Талмуде аггадических мест, составленный Яаковом ибн-Хабиб.
В 2018—2019 годах Дов Конторер создал цикл видеолекций по теме истории войны за независимость Израиля.
21 января 2011 года в результате дорожно-транспортного происшествия погиб сын Дова Конторера 18-летний Йоханан-Давид Конторер.

## Статьи в сети
- isramir
- midrasha
- Израиль сегодня 04.2005 — 03.2004, 02.2004 — 08.2000
- История переводов Танаха

Ряд статей Конторера рекомендован в библиографии академического курса «Власть и политика в Государстве Израиль» Открытого университета Израиля.

## Стихи
- Он ещё зазвучит